# Jamena
Jamena (en serbe cyrillique : Јамена) est un village de Serbie situé dans la province autonome de Voïvodine. Il fait partie de la municipalité de Šid dans le district de Syrmie (Srem). Au recensement de 2011, il comptait 950 habitants.
Jamena est une communauté locale, c'est-à-dire une subdivision administrative, de la municipalité de Šid.

## Géographie

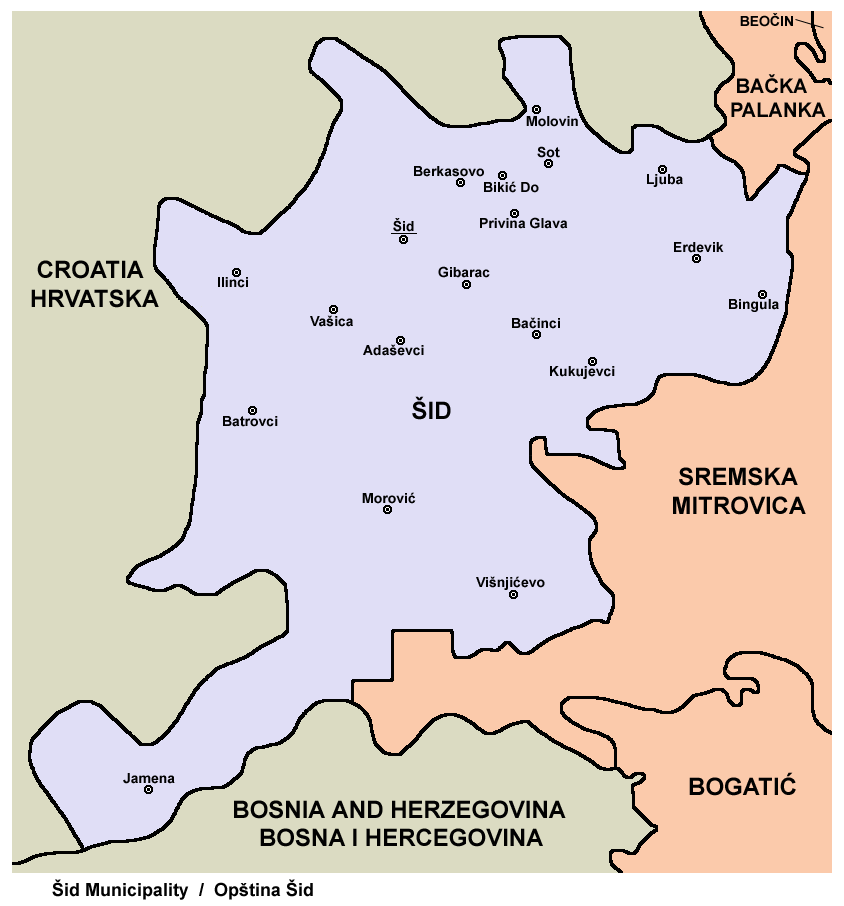
Localisation de Jemena dans la municipalité de Šid

## Histoire
L'histoire de la ville remonte à l'Empire romain : Jamena était un poste militaire avancé situé sur la Save conçu pour lutter contre les Illyriens. 
La localité a été plusieurs fois détruite et reconstruite au cours de l'histoire. En 1943, pendant la Seconde Guerre mondiale, Jamena a été brûlée de fond en comble par les Oustachis. Plus de 2 500 civils furent massacrés. 
À partir de 1945, Jamena devint un bourg prospère grâce à ses activités agricoles. En 1991, quand la Yougoslavie éclata, Jamena perdit la route directe qui la reliait à Morović et au reste de la Serbie. Pendant les guerres en Yougoslavie (1991-1995), la localité fut pratiquement isolée du reste du pays. Le taux de natalité déclina régulièrement et la ville se dépeupla. En 1999, elle fut bombardée par les forces de l'OTAN.

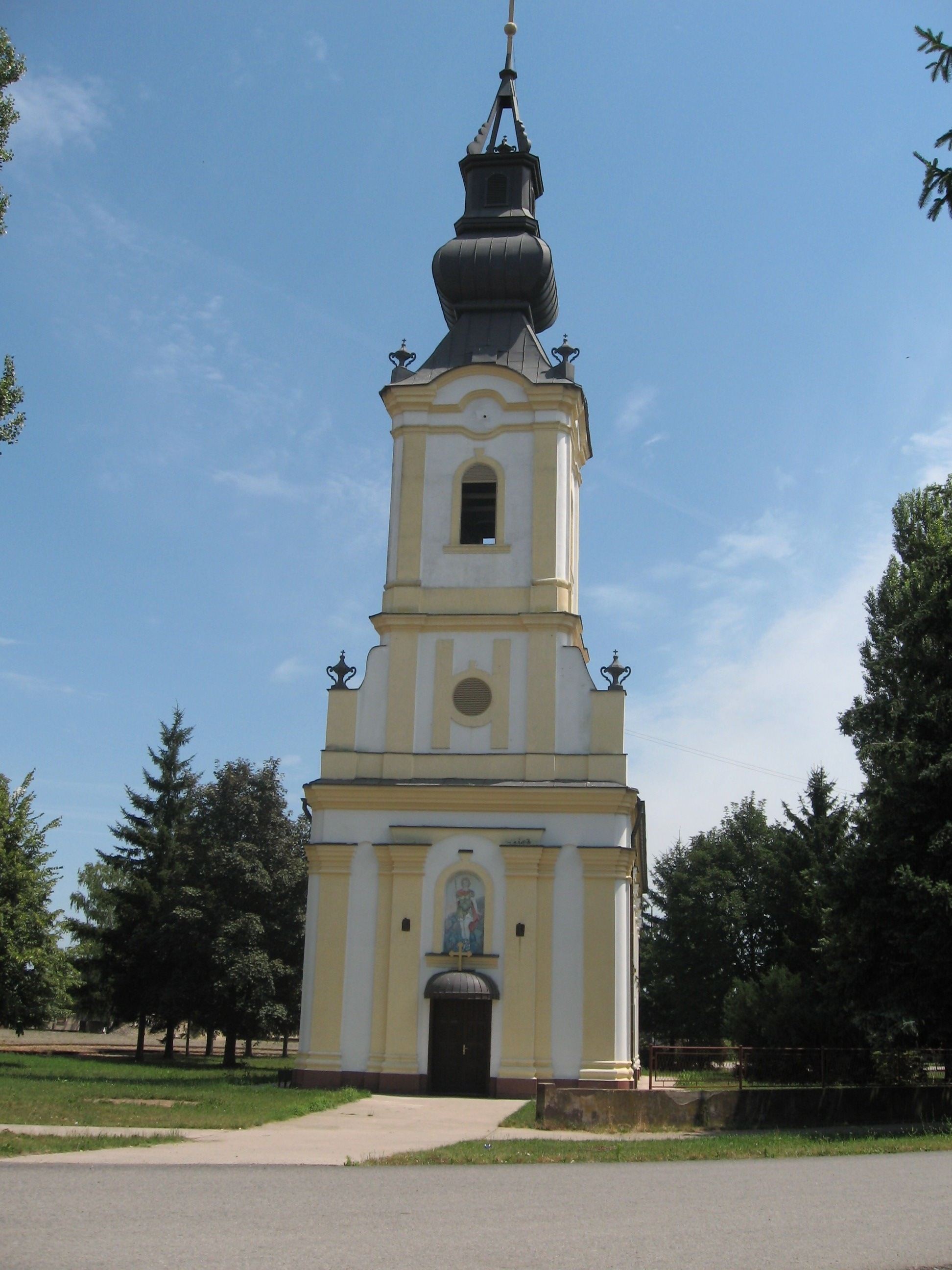
L'église orthodoxe Saint-Georges de Jamena

## Démographie

### Évolution historique de la population
| 1948  | 1953  | 1961  | 1971  | 1981  | 1991  | 2002  | 2011 |
| ----- | ----- | ----- | ----- | ----- | ----- | ----- | ---- |
| 1 113 | 1 316 | 1 586 | 1 771 | 1 577 | 1 399 | 1 130 | 950  |

|  |

### Données de 2002
Pyramide des âges (2002)
En 2002, l'âge moyen de la population était de 39,6 ans pour les hommes et 44,6 ans pour les femmes.
Répartition de la population par nationalités (2002)
En 2002, les Serbes représentaient 93,3 % de la population ; le village abritait notamment une minorité croate (2,8 %).

### Données de 2011
En 2011, l'âge moyen de la population était de 44,2 ans, 41,8 ans pour les hommes et 46,6 ans pour les femmes.